# What's Going On (Cyndi Lauper)
What's Going On è un singolo di Cyndi Lauper, terzo singolo estratto dall'album del 1987 True Colors. Si tratta di una cover del singolo di Marvin Gaye.
Nella versione del brano presente sull'album la canzone comincia con una serie di colpi di fucile, un riferimento al Vietnam.
Il singolo fu un discreto successo in tutto il mondo, che raggiunse la posizione numero 17 nella U.S. dance chart, soprattutto in un remix realizzato da Shep Pettibone.

## Video musicale
Il video prodotto per il brano ebbe una notevole popolarità, e fu anche nominato agli MTV Video Music Awards del 1987.